# Kep Enderby
Keppel Earl "Kep" Enderby, född 25 juni 1926 i Dubbo i New South Wales, död 8 januari 2015, var en australisk jurist och politiker som tillhörde Australiens arbetarparti. Han var ledamot av Australiens representanthus 1970–1975, Australiens justitieminister (Attorney-General) från februari till november 1975 och ordförande för Universala Esperanto-Asocio 1998–2001. Han tjänstgjorde som domare i New South Wales högsta domstol 1982–1992.